# 阿尔西扎克埃藏格勒
阿尔西扎克-埃藏格勒（法語：Arcizac-ez-Angles，法語發音：[aʁsizak ez‿ɑ̃ɡl]）是法国上比利牛斯省的一个市镇，属于阿热莱斯加佐斯特区。

## 地理
阿尔西扎克-埃藏格勒（43°5'35"N, 0°0'41"E）面积1.93 平方千米，位于法国奧克西塔尼大區上比利牛斯省，该省份为法国西南部内陆省份，北至热尔省，西接大西洋比利牛斯省，南与西班牙接壤，东临上加龙省。
与阿尔西扎克-埃藏格勒接壤的市镇（或旧市镇、城区）包括：布雷阿克、埃斯库贝普特、热埃昂格莱、莱济尼昂、莱桑格勒。
阿尔西扎克-埃藏格勒的时区为UTC+01:00、UTC+02:00（夏令时）。

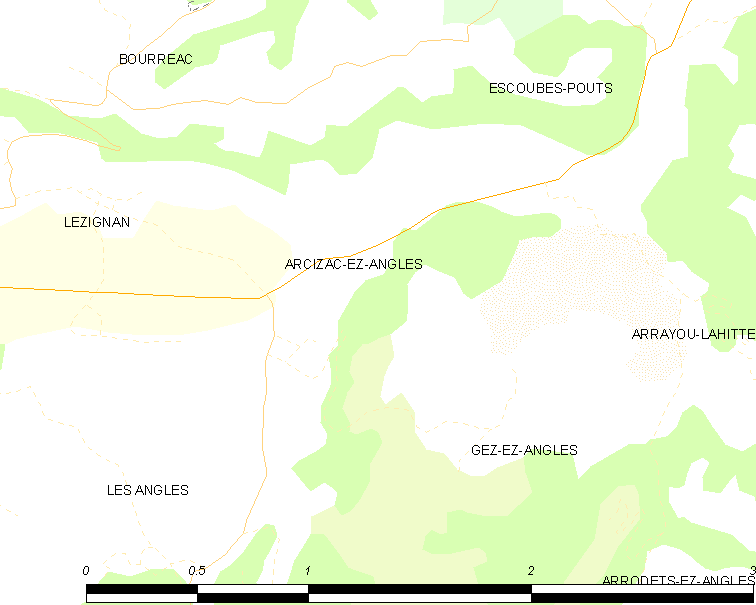
阿尔西扎克-埃藏格勒的OSM定位图

## 行政
阿尔西扎克-埃藏格勒的邮政编码为65100，INSEE市镇编码为65020。

## 政治
阿尔西扎克-埃藏格勒所属的省级选区为卢尔德第二县。

## 人口

1962-2008年间阿尔西扎克-埃藏格勒人口变化图示

阿尔西扎克-埃藏格勒于2022年1月1日时的人口数量为254人。